# Charlie Gruzelbeen en de Tijdverdrijver
Charlie Gruzelbeen en de Tijdverdrijver is een boek van de Britse auteur Jenny Nimmo.
Het boek verscheen in 2004. De Nederlandse vertaling is van Mariska Hammerstein. Het maakt deel uit van de serie 'Children of the Red King'. In Engeland zijn inmiddels acht boeken van deze reeks uitgekomen, in Nederland zijn er twee boeken vertaald.

## Inhoud
Charlie Gruzelbeen is een jongen die bij zijn moeder, oma en oom woont. Op een dag ontdekt hij dat hij, wanneer hij naar foto's kijkt, stemmen hoort. Dit is zijn eerste kennismaking met magische krachten. Zijn tantes (de gemene zussen van zijn oma) besluiten hem naar een speciale school te sturen, waar hij heel wat avonturen meemaakt en ook meer te weten komt over zijn vader.
Charlie stamt af van de Rode Koning die leefde in de 12e eeuw. Hij kreeg tien kinderen die begifted (begaafd) waren. Vijf van hen waren wreed en hard, de andere vijf waren wel goedaardig. De Rode Koning vertrok met zijn 3 luipaarden ("de Vlammen", Aries, Leo en Sagittarius) uit Afrika, nadat zijn vrouw was overleden.